# ジェームス・フラナガン
ジェームス・フラナガン（James Loton Flanagan, 1925年8月26日 - 2015年8月25日）はアメリカ合衆国の電子工学者で、2004年からラトガース大学の副学長を務めている。2005年にニュージャージー州から科学技術メダルを授与された。ラトガース大学に来る前は、33年間に渡ってベル研究所に勤めていた。音声コミュニケーション、コンピュータ技術、電子音響システム等の分野で研究を行った。
彼は200報以上の論文、2冊の著書を執筆し、50個の特許を保有している。全米科学アカデミー及び全米技術アカデミーのメンバーである。
フラナガンは、ニュージャージー州ウォーレンタウンシップに居住している。

## 受賞など
- マルコーニ賞（1992年）
- アメリカ国家科学賞（1996年）
- IEEE栄誉賞（2005年）
- エジソンメダル（1986年）
- アメリカ音響学会金メダル